# Julius Sang
Julius Sang   (Kapsabet, 30 de juny de 1946 - Eldoret, 9 d'abril de 2004) fou un atleta kenyà, especialista en curses de velocitat, que va competir durant les dècades de 1960 i 1970. Fou el primer esportista africà en guanyar una medalla olímpica en una prova de velocitat individual. Es casà amb la també atleta Tekla Chemabwai.
El 1968 va prendre part en els Jocs Olímpics d'Estiu de Ciutat de Mèxic, on va disputar dues proves del programa d'atletisme. En ambdues, els 100 i 200 metres, quedà eliminat en sèries. Quatre anys més tard, als Jocs de Múnic, va disputar dues proves del programa d'atletisme. Formant equip amb Charles Asati, Hezahiah Nyamau i Robert Ouko, guanyà la medalla d'or en els 4x400 metres, mentre en els 400 metres guanyà la medalla de bronze.
En el seu palmarès també destaquen dues medalles d'or als Jocs de la Comunitat Britànica, el 1970 i 1974.

## Millors marques
- 100 metres llisos. 10.64" (1968)
- 200 metres llisos. 20.83" (1972)
- 400 metres llisos. 44.92" (1972)[2][1][3]